# Музаев, Анзор Ахмедович
Анзор Ахмедович Музаев (род. 8 октября 1974 года, Гудермес, Чечено-Ингушская АССР, РСФСР, СССР) — российский государственный деятель. Руководитель Федеральной службы по надзору в сфере образования и науки (Рособрнадзор) с 18 августа 2020 года. Ректор Чеченского государственного университета в 2006—2008 годах, министр образования и науки Чеченской Республики в 2008—2013 годах. Кандидат технических наук (2002), действительный государственный советник Российской Федерации 3 класса (2019).

## Биография
Родился 8 октября 1974 года в Гудермесе (Чечено-Ингушская АССР, ныне Чеченская Республика).
В 1996 году окончил индустриальный факультет Чеченского государственного педагогического института. С 2002 года по 2004 год преподавал в Грозненском государственном нефтяном институте.
В 2002 году в Дагестанском государственном техническом университете защитил диссертацию на тему «Исследование и обоснование направлений технологической модернизации производства судовых малоразмерных дизелей», став кандидатом технических наук.
С 2002 года по 2004 год возглавлял отдел патриотического воспитания молодёжи в Комитете правительства Чечни по делам молодёжи, с 2004 года по 2005 год являлся заместителем председателя данного комитета.
В июне 2006 года был назначен на должность ректора Чеченского государственного университета, в январе 2008 года — на должность министра образования и науки Чеченской Республики.
В сентябре 2013 года назначен на должность заместителя руководителя Федеральной службы по надзору в сфере образования и науки (Рособрнадзор). Как отмечало информационное агентство «ТАСС», на данном посту Музаев курировал вопросы проведения государственной итоговой аттестации по образовательным программам основного общего и среднего общего образования, а также государственного надзора за деятельностью органов исполнительной власти субъектов федерации в сфере образования.
21 января 2020 года руководитель Федеральной службы по надзору в сфере образования и науки Сергей Кравцов возглавил Министерство просвещения Российской Федерации; временно исполняющим обязанности главы Рособрнадзора 13 февраля 2020 года стал Музаев.
18 августа 2020 года распоряжением Правительства Российской Федерации назначен на должность руководителя Рособрнадзора.

## Личная жизнь
Женат, является отцом пятерых детей.
Согласно информации агентства «ТАСС», сумма декларированного дохода Музаева за 2018 год составила 3 143 000 рублей, за 2019 год — 14 119 000 рублей.

## Награды
Удостоен ряда наград, среди них:
- благодарность Правительства Российской Федерации (30 апреля 2016) — «за значительный вклад в совершенствовании системы проведения единого государственного экзамена»[3][4];
- звание «Почётный работник высшего профессионального образования Российской Федерации»[1][2][3];
- орден Кадырова[5];
- звание «Заслуженный учитель Чеченской Республики»[1][2][3];
- Медаль Столыпина П. А. II степени (24 октября 2022) — «за достигнутые трудовые успехи и многолетнюю добросовестную работу»[6].